# Protosphaerion pictum
Protosphaerion pictum là một loài bọ cánh cứng trong họ Cerambycidae.